# Ansgar Kirke (Københavns Kommune)
 For alternative betydninger, se Ansgar Kirke. (Se også artikler, som begynder med Ansgar Kirke)
Ansgarkirken (officielt) eller Ansgar Kirke ligger på Mågevej midt i Københavns nordvestkvarter.

## Eksterne kilder og henvisninger
- Ansgarkirken hos KortTilKirken.dk